# Pasmo Kadzielniańskie

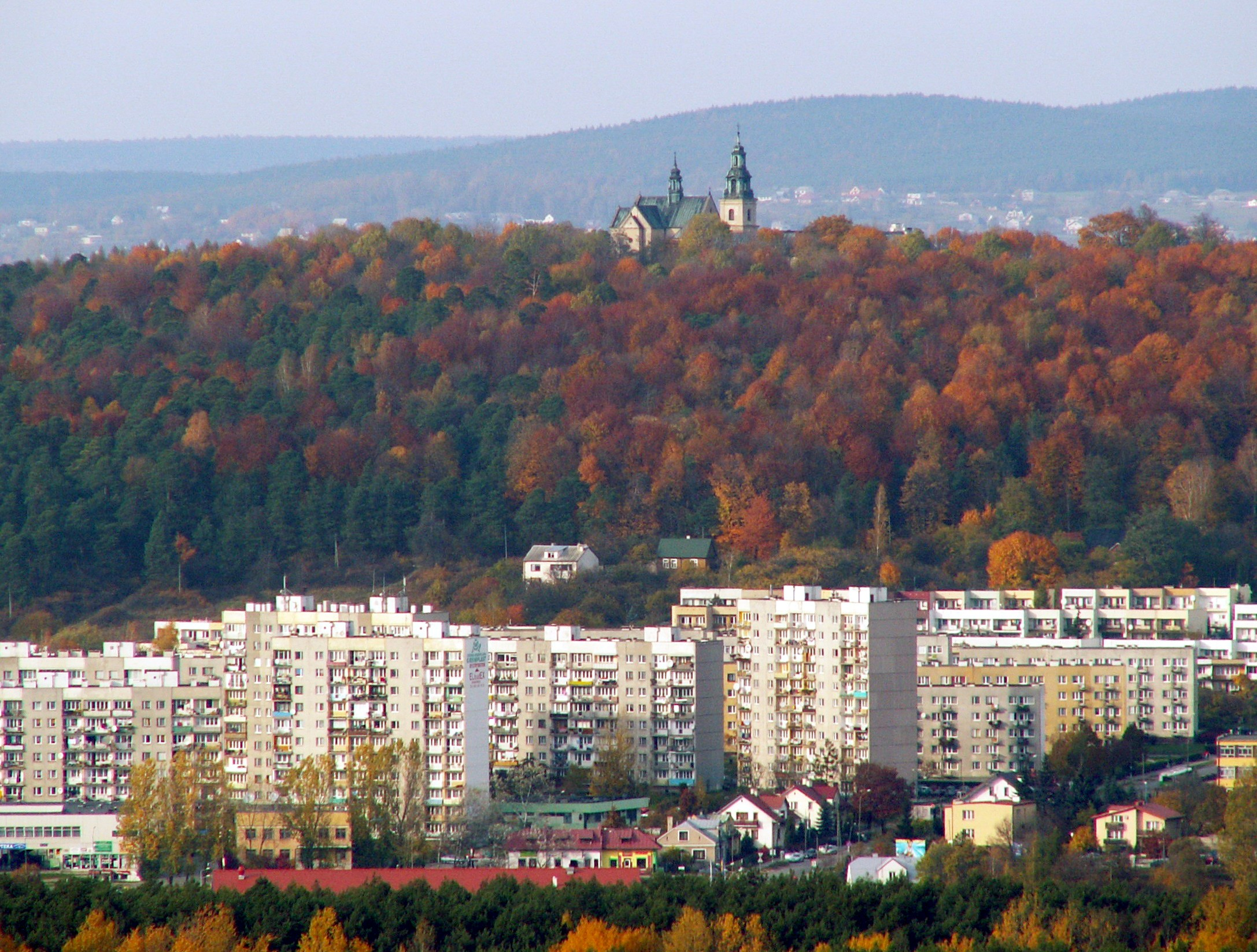
Karczówka widziana z nieistniejącej skoczni narciarskiej na Pierścienicy

Pasmo Kadzielniańskie (lub Grzbiet Kadzielniański) – pasmo Gór Świętokrzyskich, znajdujące się na terenie Kielc, w południowo-zachodniej części miasta. Jest zbudowane z wapieni oraz piaskowców dewońskich.

## Wzniesienia pasma
- Karczówka – 340,9 m n.p.m.
- Dalnia – 318,1 m n.p.m.
- Wietrznia – 316 m n.p.m.
- Brusznia – 309,6 m n.p.m.
- Psie Górki – 309,3 m n.p.m.
- Góra Czarnowska – 304,7 m n.p.m.
- Grabina – 304 m n.p.m.
- Kadzielnia – 295 m n.p.m.
- Stokowa – 295 m n.p.m.
- Marmurek – 277 m n.p.m.